# Lystra pulverulenta
Espèce
Synonymes
- Fulgora pulverulenta Olivier, 1791

Lystra pulverulenta est une espèce d'hémiptères de la famille des Fulgoridae.

## Répartition
Cette espèce a été observée au Brésil, en Équateur, au Guyana, en Guyane et au Suriname.

## Systématique
Le nom valide complet (avec auteur) de ce taxon est Lystra pulverulenta (Olivier, 1791).
L'espèce a été initialement classée dans le genre Fulgora sous le protonyme Fulgora pulverulenta Olivier, 1791.
Lystra pulverulenta a pour synonyme :
- Fulgora pulverulenta Olivier, 1791

## Publication originale
- (fr) G. A. Olivier, 1791, « Fulgore, Fulgora », Encyclopédie méthodique. Histoire naturelle des animaux. Insectes, vol. 6, p. 561-577 (lire en ligne).